# Genech
Genech – miejscowość i gmina we Francji, w regionie Hauts-de-France, w departamencie Nord.
Według danych na rok 1990 gminę zamieszkiwały 1642 osoby, a gęstość zaludnienia wynosiła 220 osób/km² (wśród 1549 gmin regionu Nord-Pas-de-Calais Genech plasuje się na 415. miejscu pod względem liczby ludności, natomiast pod względem powierzchni na miejscu 488.).